# Aphatum rufulum
Aphatum rufulum är en skalbaggsart som först beskrevs av White 1855.  Aphatum rufulum ingår i släktet Aphatum och familjen långhorningar. Inga underarter finns listade i Catalogue of Life.